# Коти Кларк
Коти Кларк (енгл. Coty Clarke; Антиох, 4. јул 1992) амерички је кошаркаш. Игра на позицији крила.

## Каријера
Студирао је и играо кошарку на универзитету Арканзас након чега није одабран на НБА драфту 2014. године. Прву професионалну сезону је одиграо у израелском друголигашу Хапоел Галил Елјону. Током сезоне 2015/16. је играо у НБА развојној лиги за екипу Мејн ред клоза. Захваљујући добрим партијама у овом клубу добио је позив Бостон селтикса за које је одиграо само три меча након чега се вратио у Мејн ред клоз. Током 2016. године је играо и на Порторику за екипу Капитанес де Аресибо.
Сезону 2016/17. је провео у екипи УНИКС-а да би онда поново кратко играо за Капитанес де Аресибо. Сезону 2017/18. је провео екипи Автодор Саратова. У јуну 2018. је постао играч Будућности. Са екипом Будућности је освојио Куп Црне Горе 2019. године. Након завршетка сезоне у Јадранској лиги, Кларку је истекао уговор па је напустио клуб из Подгорице. Након тога игра у Порторику за екипу Вакерос де Бајамон, да би у јулу 2019. прешао у Брозе Бамберг. Ипак само две недеље касније, раскида уговор са Бамбергом. У септембру 2019. потписује за Астану. У казахстанском клубу је био до 4. јануара 2020. када је дошло до споразумног раскида сарадње. Касније тог месеца поново одлази у Порторико где потписује за екипу Пиратас де Кебрадиљас. У сезони 2020/21. је наступао за израелског друголигаша Бнеи Херцлију.

## Успеси

### Клупски
- Будућност:
  - Куп Црне Горе (1): 2019.